# Строкатий шпак
Строкатий шпак (Gracupica) — рід горобцеподібних птахів родини шпакових (Sturnidae). Представники цього роду мешкають в Азії.

## Види
Виділяють чотири види:
- Шпак чорношиїй (Gracupica nigricollis)
- Шпак строкатий (Gracupica contra)
- Шпак біловухий (Gracupica floweri)[5][6]
- Шпак яванський (Gracupica jalla)[7][6]

## Етимологія
Наукова назва роду Gracupica походить від сполучення наукової назви роду Бео (Gracula Linnaeus, 1758) і слова лат. pica — сорока.